# Fricativa lateral retrofleja sonora
La fricativa lateral retrofleja sonora es un tipo de sonido consonántico . La letra AFI para este sonido es, ⟨ 𝼅 ⟩ , está abiertamente respaldada por extIPA . El sonido también se puede transcribir como una aproximación elevada, ⟨ ɭ˔ ⟩ .

## Características
Características de la fricativa lateral retrofleja sonora:
•Su forma de articulación es fricativa , lo que significa que se produce al contraer el flujo de aire a través de un canal estrecho en el lugar de articulación, lo que provoca turbulencia .
•Su lugar de articulación es retroflejo , lo que prototípicamente significa que está articulado subapical (con la punta de la lengua doblada hacia arriba), pero más generalmente significa que es postalveolar sin palatalizarse . Es decir, además de la articulación subapical prototípica, el contacto de la lengua puede ser apical (puntiagudo) o laminal (plano).
•Su fonación es sonora, lo que significa que las cuerdas vocales vibran durante la articulación.
•Es una consonante oral , lo que significa que el aire solo puede escapar por la boca.
•Es una consonante lateral , lo que significa que se produce al dirigir la corriente de aire sobre los lados de la lengua, en lugar de hacia el medio.
•El mecanismo de la corriente de aire es pulmonar , lo que significa que se articula empujando el aire únicamente con los músculos intercostales y el diafragma , como en la mayoría de los sonidos.

## Aparece en
Aparece en el idioma ao